# Алексдор
Алексдор — название золотой монеты графства Нойвид-Вид отчеканенной в 1752 году незначительным тиражом во время правления Иоганна Фридриха Александра (1737—1794). В отличие от ранее чеканившихся дукатов алексдор повторяет по своим характеристикам пистоль. Вес монеты составлял 6,65 г золота 900-й пробы.
Аверс монеты содержал изображение графа Иоганна Фридриха Александра в мантии и круговую надпись «FRID. ALEXANDER COM. WEDAE». Знак монетчика «D» под бюстом слева свидетельствует о том, что резчиком штемпеля являлся Вильгельм Добихт (нем. Wilhelm Dobicht). На реверсе в центре расположен голубь в обвитом лавровыми ветвями картуше. Над ними размещена корона. Внизу находится указание года выпуска «1752». Круговая надпись по верхнему краю «MODERATO SPLENDEAT VSV» обозначает «Умеренность озаряет».
Алексдор был выпущен весьма ограниченным тиражом. На данный момент известен единственный сохранившийся экземпляр. В марте 2008 года он был продан более чем за 55 тысяч долларов США.